# Respirazione bocca a bocca
La respirazione “bocca a bocca” è una forma di ventilazione artificiale, una manovra di emergenza che ha lo scopo di sostituire la respirazione fisiologica, quando questa non viene più eseguita spontaneamente, per ossigenare il cervello ed il cuore, ad esempio in caso di arresto respiratorio.

## Procedura

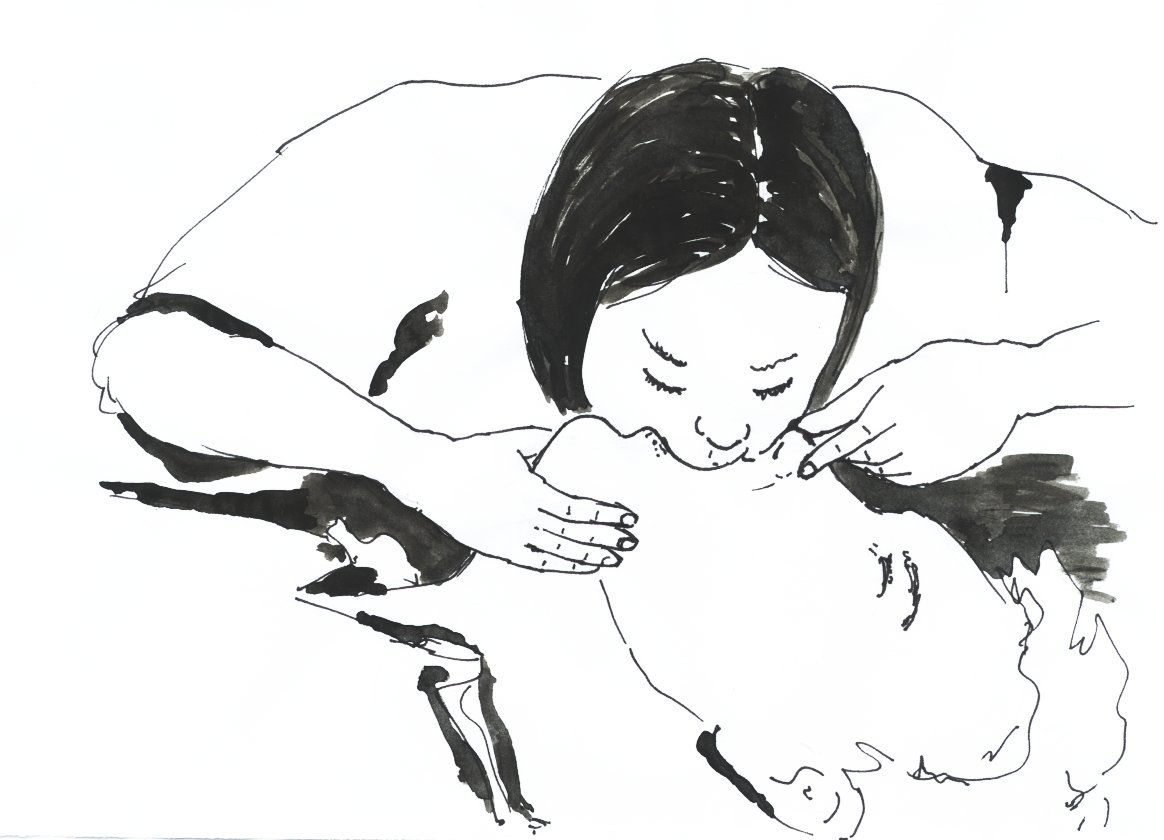
Respirazione artificiale

La procedura da seguire è la seguente:
- Distendere l'infortunato in posizione supina (pancia in su).
- Rimuovere eventuali corpi estranei dal cavo orale.
- Solo nel caso in cui non si sospetti una trauma, iperestendere il capo all'indietro: in questa maniera si evita che la lingua dell'infortunato blocchi le vie respiratorie.
- Chiudere le narici dell'infortunato con il pollice e l'indice.
- Inspirare normalmente e insufflare l'aria attraverso la bocca (o nel caso non sia possibile, attraverso il naso) dell'infortunato, controllando che si abbia l'innalzamento della gabbia toracica.
- Ripetere con un ritmo di 15-20 soffi al minuto.

Se non si procede tempestivamente, si va incontro ad arresto cardiocircolatorio.

## Dispositivi di aiuto alla respirazione artificiale
In caso non si disponga di strumentazione idonea, si può effettuare la respirazione bocca-a-bocca all'infortunato, impiegando una barriera protettiva, per minimizzare la possibilità di trasmissione d'infezioni (in entrambe le direzioni).
Le barriere disponibili includono mascherine portatili e schermi facciali delle dimensioni di un portachiavi. Queste barriere sono un esempio di equipaggiamento personale protettivo per proteggere il viso dell'operatore dagli schizzi di sangue o di altri materiali potenzialmente infettivi.
Queste barriere sono dotate di una valvola-filtro ad una via che permette all'aria insufflata dal soccorritore di entrare nelle vie aeree del paziente ed impedisce che quanto proviene dal paziente (vomito, sangue, saliva) raggiunga il soccorritore. Molti di questi dispositivi sono usa-e-getta, quelli riutilizzabili hanno una parte a contatto con il paziente che va buttata, e il resto della maschera va sterilizzata in autoclave o con detergenti chimici ed il filtro rimpiazzato.
La maschera CPR è un ottimo metodo per ventilare un paziente in sicurezza ed efficacemente. Molte hanno un ingresso da 18mm per l'ossigeno supplementare, che permette di aumentare la percentuale d'ossigeno nell'aria insufflata dal 17% dell'aria espirata dal soccorritore fino al 40%.